# متزوجان للتو
متزوجان للتو فيلم رومنسي كوميدي أمريكي أنتج سنة 2003 ، أخرجه شون ليفي ومن بطولة أشتون كوتشر وبريتاني ميرفي .
الفيلم لقي نجاحا في شباك التذاكر .

## طاقم التمثيل
- أشتون كوتشر في دور توم ليزاك
- بريتاني ميرفي في دور سارة ليزاك
- كريستيان كاني في دور بيتر برانتيس
- دافيد موسكو في دور كيل
- مونيت مازور في دور لورين
- دافيد راش في دور السيد دان ماكنيري
- فيرونيكا كارترايت في دور السيدة ماكنيري بوسي
- ثاد لوكينبيل في دور ويلي ماكنيري

## وصلات خارجية
- متزوجان للتو على موقع IMDb (الإنجليزية)
- متزوجان للتو على موقع ميتاكريتيك (الإنجليزية)
- متزوجان للتو على موقع روتن توميتوز (الإنجليزية)
- متزوجان للتو على موقع نتفليكس (الإنجليزية)
- متزوجان للتو على موقع قاعدة بيانات الأفلام العربية
- متزوجان للتو على موقع ألو سيني (الفرنسية)
- متزوجان للتو على موقع Turner Classic Movies (الإنجليزية)
- متزوجان للتو على موقع أول موفي (الإنجليزية)
- متزوجان للتو على موقع بوكس أوفيس موجو (الإنجليزية)
- متزوجان للتو على موقع فيلمافينيتي (الإسبانية)

=